# Ford Rheinland
Форд Райнланд (англ. Ford Rheinland) — автомобиль, выпускавшийся компанией Ford of Germany в период с 1933 по 1936 годы.
Название машины взято от области Германии — Рейнланд (Rheinland). Всего было сделано 5575 автомобилей. Двигатель, взятый от Ford Model B (1932), был четырёхцилиндровым, 4-тактным, объёмом 3285 см³, выдающий 50 л. с. (37 кВт) при 2800 оборотов.
Это была последняя модель Ford of Germany, использующая big four двигатель. После 1936 года, они занимались только мелким Ford Eifel и большим Ford V8.